# Thlypopsis pectoralis
La tangara pectoral, tangara de flanco pardo o  fruterito de dorsos castaños (Thlypopsis pectoralis), es una especie de ave paseriforme de la familia Thraupidae, perteneciente al género Thlypopsis. Es endémica de la región andina del centro de Perú.

## Distribución y hábitat
Se distribuye en las laderas orientales de los Andes en Huánuco, Pasco, y Junín, en el centro de Perú.
Esta especie es considerada poco común y loca en sus hábitats naturales: bosques montanos secundarios, bordes de bosque y clareras arbustivas adyacentes, en los valles intermontanos, principalmente entre 2500 y 3100 m de altitud.

## Sistemática

### Descripción original
La especie T. pectoralis fue descrita por primera vez por el ornitólogo polaco Władysław Taczanowski en el año 1884, bajo el nombre científico Nemosia pectoralis. Su localidad tipo es: «Acancocha, Junín, Perú».

### Etimología
El nombre genérico femenino «Thlypopsis» se compone de las palabras griegas «thlupis»: pequeño pájaro desconocido, tal vez un pinzón o curruca, y «opsis»: con apariencia, que se parece; y el nombre de la especie «pectoralis», proviene del latín y significa «relativo al pecho».

### Taxonomía
Los datos genéticos indican que esta especie es hermana de Thlypopsis ornata, con quien además es localmente simpátrica y ya se la ha considerado conespecífica.